# Wei Liaozi
Wei Liaozi é um texto sobre estratégia militar, um dos Sete Clássicos Militares da antiga China. Foi escrito durante o Período dos Reinos Combatentes.

## História e autoria
A obra é supostamente nomeada em referência a Wei Liao, que se diz ter sido discípulo de Lord Shang ou um importante conselheiro durante a Dinastia Qin. Contudo, há poucas evidências para apoiar qualquer uma dessas hipóteses. A única menção a Wei Liao fora do Wei Liaozi está nos Registros do Grande Historiador (Shiji), onde ele aparece como conselheiro de Qin Shi Huang, o jovem rei do estado de Qin. Como o Wei Liaozi quase não apresenta estratégia prática, acredita-se que Wei Liao tenha sido mais um teórico. Questões sobre autoria tornam-se ainda mais obscuras pelo fato de dois trabalhos diferentes com o mesmo nome aparentemente serem conhecidos durante a Dinastia Han. A obra assumiu sua forma atual em torno do final do século 4 a.C. Uma nova versão do Wei Liaozi foi descoberta em 1972 em um túmulo da dinastia Han em Linyi. Ela apresenta tom mais filosófico que o texto recebido, porém difere significativamente apenas em alguns trechos.

## Conteúdo
O Wei Liaozi frequentemente defende abordagens tanto civis quanto militares para os assuntos de Estado. Segundo o texto, a agricultura e o povo são os dois maiores recursos do Estado, e ambos devem ser nutridos e providos. Embora o Wei Liaozi não mencione especificamente o Confucionismo, a obra advoga um governo baseado em valores humanísticos, em consonância com essa escola de pensamento. O governante deve ser o paradigma de virtude no Estado. Entretanto, a heterodoxia e outros valores que não favoreçam o Estado devem ser punidos com medidas draconianas.